# カイル・ボタ
カイル・ボタ（Kyle Botha　1988年8月7日- ）は南アフリカ共和国の野球選手。身長174cm。体重69kg。ポジションは捕手。右投右打。決して体は大きくないが、南アフリカ国内では屈指の強肩と、ミートが上手い打力が持ち味。
現在は国内リーグのBothasig Chukker Roadでプレーしている。

## 経歴
2005年に17歳の若さでIBAFワールドカップ代表に選出。
続く2006年のWBCでは南アフリカ代表にも選出され、メキシコ戦では先発マスクもかぶり、1安打を放った。
2007年のヨーロッパベースボールアカデミーに参加しリーグ7位の.333を記録した。
2009年のWBCにも出場。しかし、出場国最低の防御率11.12とリード面での課題が残り、大会通じて打率.167打点0と武器である打撃も影を潜めた。